# Стрічкарка жовта
Стрічкáрка жóвта (Catocala fulminea) — нічний метелик родини еребід.

## Опис
Метелик має 44–68,5 мм розмах крил. Довжина переднього крила складає від 2,2 до 2,6 см. Передні крила з складним контрастним візерунком: бурувато-сірим, із численними хвилястими чорними поперечними лініями, зовнішня з яких сильно зубчаста; на передніх крилах є світла брунькоподібна пляма. Задні крила вохряно-жовті, з чорними перев'язями посередині та біля зовнішнього краю; серединна перев'язь розширена до основи крила. Доросла гусениця темно-сіра, з парними рогоподібними виступами на спинному боці 8-го і 11-го члеників.

## Поширення
Ареал виду охоплює майже всю Палеарктику, крім крайніх районів Півночі. Вид звичайний по всій Україні, відсутній він лише у високогірних регіонах Карпат.

## Спосіб життя
Імаго літають вночі, з середини червня по вересень. Дають одне покоління на рік. Їх можна зустріти в лісах, парках, балках, на орних землях. Яйця відкладають у тріщини в стовбурах кормових рослин або в мох біля їх основи. Яйця зимують. Гусениці годуються листям на терені, сливі, черемсі, глоді. Розвиток гусені відбувається у квітні-травні, інколи він затягується до початку червня. 

## Значення в природі та житті людини
Подібно до інших біологічних видів, стрічкарка жовта є невід'ємною ланкою природних екосистем — споживаючи рослинні тканини і стаючи здобиччю тварин — хижаків та паразитів. 
Вид занесений до «Червоного списку» Баварії та низки регіональних Червоних книг Росії.